# Lucéram
Lucéram település Franciaországban, Alpes-Maritimes megyében. Lakosainak száma 1249 fő (2022. január 1.). Lucéram Berre-les-Alpes, Coaraze, Duranus, L’Escarène, Lantosque, Moulinet, Peille, Sospel, Touët-de-l’Escarène és Utelle községekkel határos.

## Népesség
A település népességének változása:
| Lakosok száma | 630  | 889  | 1026 | 1228 | 1216 | 1261 | 1284 | 1294 | 1279 | 1249 |
|               | 1968 | 1982 | 1990 | 2006 | 2013 | 2015 | 2017 | 2019 | 2020 | 2022 |